# Rainworth
Rainworth è un paese di 7 830 abitanti della contea del Nottinghamshire, in Inghilterra.